# Margarete von Vahsel
Margarete von Vahsel, verheiratet Margarete Schmalfeld (30. September 1866 in Braunschweig – 10. Mai 1922 in Berlin) war eine deutsche Theaterschauspielerin und Opernsängerin (Sopran).

## Leben
Vahsel, die Tochter eines Grundbesitzers, wurde im Alter von elf Jahren von Franz Abt entdeckt, der zur weiteren Ausbildung riet. Nachdem der Widerstand der Eltern besiegt worden war, ging sie nach Hamburg, um dort drei Jahre lang ihre Gesangsstudien zu betreiben, und schon im Alter von 15 Jahren trat sie bereits 1882 in Magdeburg öffentlich auf, und zwar mit so durchschlagendem Erfolg, dass sie bereits 1882 als Soubrette in den Verband der Magdeburger Bühne treten konnte. Nach einjährigem Wirken wurde die junge Künstlerin an das Hoftheater Dessau engagiert.
1894 nahm sie – bereits zur herzoglichen Kammersängerin ernannt – Abschied und ging an das Stadttheater Leipzig. Dort blieb sie jedoch nur ein Jahr und entschloss sich, fortab kein festes Engagement mehr zu nehmen, sondern nur noch als Gast ihr Können zu zeigen. Erwähnenswert erscheinen ihre großen Konzerttourneen, die sie während mehrerer Jahre durch die ganze Welt, sogar nach Australien, Neuseeland, Indien und Kanada sowie nach Amerika führten. Nachdem die Künstlerin einige Zeit ihren ständigen Wohnsitz in New York genommen hatte, kehrte sie 1901 nach Deutschland zurück und ließ sich in Berlin als Gesangspädagogin am Klindworth-Scharwenka-Konservatorium nieder.
Verheiratet war sie mit dem Sänger Rudolf Schmalfeld.